# گریمسی

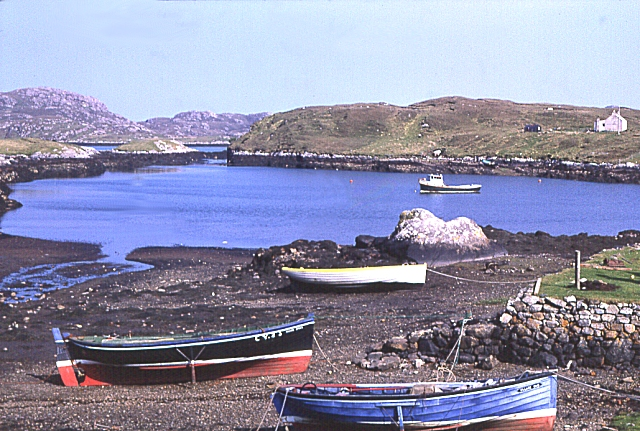
گریمسی، بریتانیا

گریمسی (به انگلیسی: Grimsay) یک جزیرهٔ جزرومدی مسکونی با جمعیت ۱۶۹ نفر در بریتانیا است که در هبریدهای بیرونی اسکاتلند واقع شده‌است. آثار باستانی از جمله یک خانه چرخی از عصر آهن در این جزیره کاوش شده‌است.